# Nick Jr. (Asia)
Nick Jr. es un canal de televisión por suscripción de sudeste asiático dirigido a niños más pequeños, operado por Paramount Networks EMEAA y propiedad de Paramount International Networks. El 20 de diciembre de 2010, Nick Jr. se lanzó en Nueva Zelanda en Sky TV, casi 4 meses antes de su lanzamiento oficial en Asia.

## Historia
Nick Jr. junto con MTVNHD se lanzó en Nueva Zelanda el 20 de diciembre de 2010 y en Asia el 16 de mayo de 2011. Fue promocionado en Nickelodeon . El canal está disponible en StarHub TV en Singapur, Hypp. TV y Astro en Malasia, SKY TV en Nueva Zelanda, SkyCable y Cablelink en Filipinas y en myTV SUPER, Now TV y Cable TV Hong Kong en Hong Kong . MTV Asia ha transmitido a Nueva Zelanda antes de que Nick Jr. Nickelodeon South East Asia transmitiera previamente a Nueva Zelanda de 2000 a 2006. También disponible en alta definición de Nick Jr. en el sudeste asiático y regiones seleccionadas.

## Programación actual

### Animado
Originales de Nick Jr.
- Bubble Guppies
- Anna & Friends
- Blaze and the Monster Machines
- The Adventures of Paddington

### Programación adquirida
- PAW Patrol
- Rusty Rivets
- Top Wing
- Deer Squad
- Abby Hatcher
- Peppa Pig

### Acción en vivo
Originales de Nick Jr.
- Blue's Clues & You
- The BeatBuds¡Let's Jam!
- Santiago of the Seas
- Ready Set Dance (Nick Jr., originales de Australia)

## Programación anterior
- Albert (2017)
- Fresh Beat Band of Spies (2016-2017)
- Little Charmers (2015-2017)
- Go, Diego, Go! (2010-2016)
- Blue's Clues (2010-2014)
- Shimmer & Shine (2015-2022)
- Tickety Toc (2013-2016)
- The Backyardigans (2010-2015)
- Max & Ruby (2002-2022)
- Team Umizoomi (2010-2018)
- Julius Jr. (2014)
- Olive, the ostritch (2011-2017)
- Roary, the Racing Car (2010-2016)
- Ni Hao, Kai-Lan (2011-2016)
- Dora, the Explorer (2000-2020)
- Dora And Friends (2015-2017)
- Butterbean's Café (2019-2022)
- The Wonder Pets (2010-2015)
- Wanda and the Alien (2015-2017)
- Louie (2011-2017)
- The Snowman and the Snow Dog (2015-2016)
- Little Bear (1996-2010)
- Little Bill (1999-2010)